# Vârful Nemira Mare

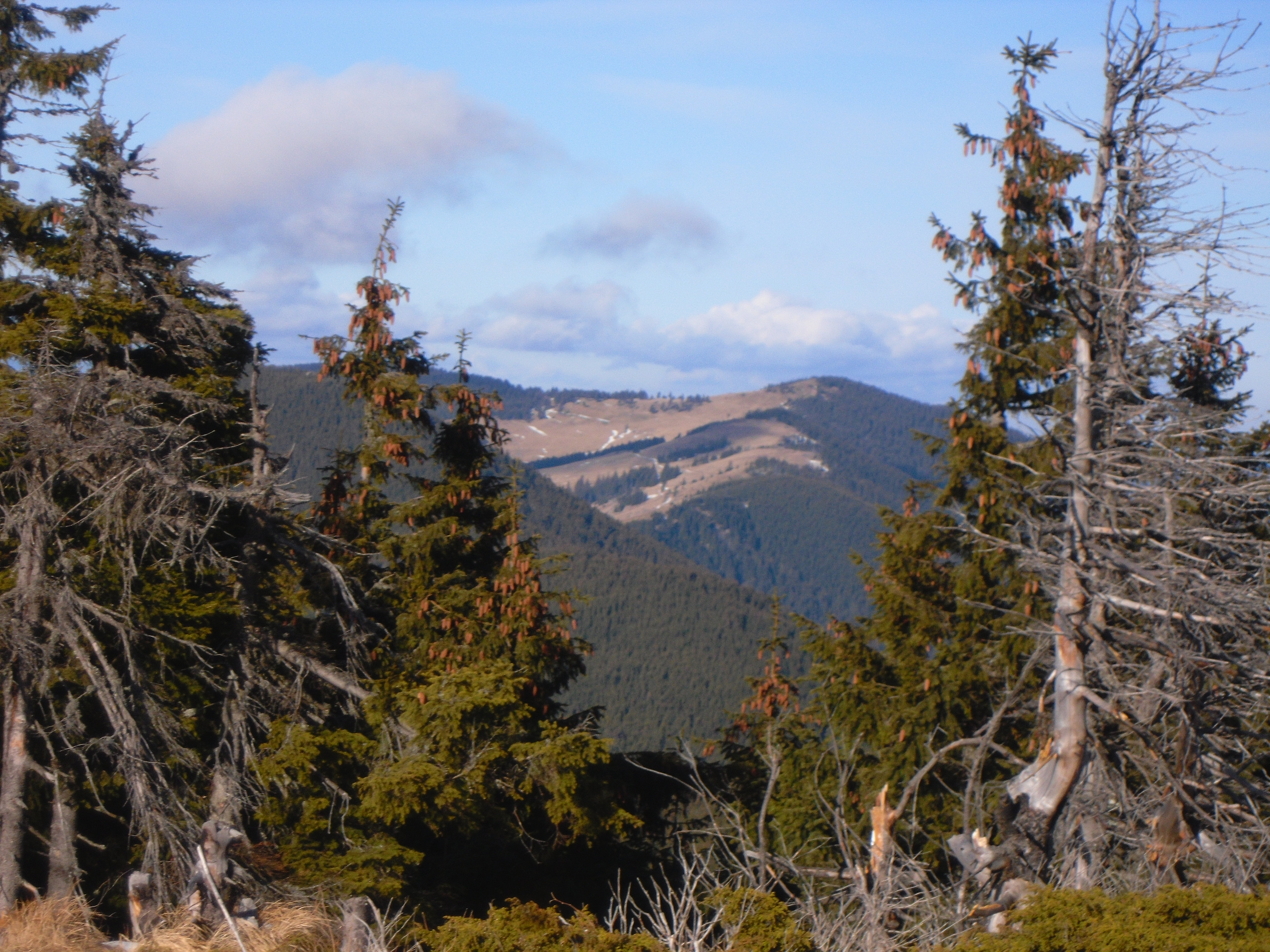
Vârful Nemira Mare (Nagy-Nemere) cu înălțimea de 1649 m văzut de pe vârful Șandru Mare (Nagy-Sándor) – 1640 m.

Vârful Nemira Mare (maghiară Nagy-Nemere) este cel mai înalt vârf din Munții Nemira, având o altitudine de 1649 m, fiind al doilea ca mărime din județul Bacău după vârful Grindușu (1664 m) aflat în Munții Tarcău.

## Geografie
Vârful Nemira Mare este poziționat pe culmea principală a Munților Nemira, în lungime de 32 km pe cumpăna apelor. Alte vârfuri de peste 1.600 m de pe această culme sunt Nemira Mică (1629 m) și Șandru Mare (1640 m, al doilea ca înălțime din acești munți). Culmea pătrunde în dreptul acestor vârfuri în zona de gol alpin a rezervației naturale denumită „Plaiurile și stâncăriile Nemirei”, care se întinde pe o suprafață de 671 ha.
Pe vârf există borna și piramida geodezică din rețeaua de triangulare a țării, dar și tranșee și amplasamente de tunuri din Primul Război Mondial.
Există o perspectivă completă spre nord, culmea principală cu vârfurile Farcu Mare și Farcu Mic, iar la orizont, peste Valea Uzului, vârful Lapoș și Munții Ciucului; spre est, Plaiul Ciungetului mărginit de pârâul Izvorul Negru și pârâul Ciunget, valea Dofteana și la orizont Munții Berzunți; spre sud, culmea principală cu vârfurile Nemira Mică și Șandru Mare; spre vest, valea Apa Roșie, iar la orizont Munții Repatului și Munții Bodoc.